# Château d'Arlebosc
 (juin 2024).
Si vous disposez d'ouvrages ou d'articles de référence ou si vous connaissez des sites web de qualité traitant du thème abordé ici, merci de compléter l'article en donnant les références utiles à sa vérifiabilité et en les liant à la section « Notes et références ».
Le château d'Arlebosc est un château fort, construit vers le XIVe siècle. Il est situé à Arlebosc, en France. Il est la propriété de la commune et ne se visite pas.

## Localisation
Le château est placé au centre du village de la commune d'Arlebosc, un village situé à 12 km de Lamastre et à 15 km de Tournon-sur-Rhône au sein du département de l' Ardèche en région Auvergne-Rhône-Alpes. Le château est à proximité de l'église. Il est visible depuis les ruelles du village.

## Description
Le château est construit en forme dites « équerre », avec au niveau de certains coins, des tours circulaires. La façade Est se situe du côté église. Le donjon carré mesure treize mètres de côtés, avec des murs d'environ deux mètres d'épaisseur.
À l'intérieur, le château possède, trois niveaux. Un premier niveau est voûté en forme de berceau et un deuxième possède des croisée d'ogives.

## Historique
Ce fut à une période un presbytère rattaché à Notre-Dame-du-Puy. Il se trouvait sur les terres de la seigneurie d'Arlebosc.

## Galerie

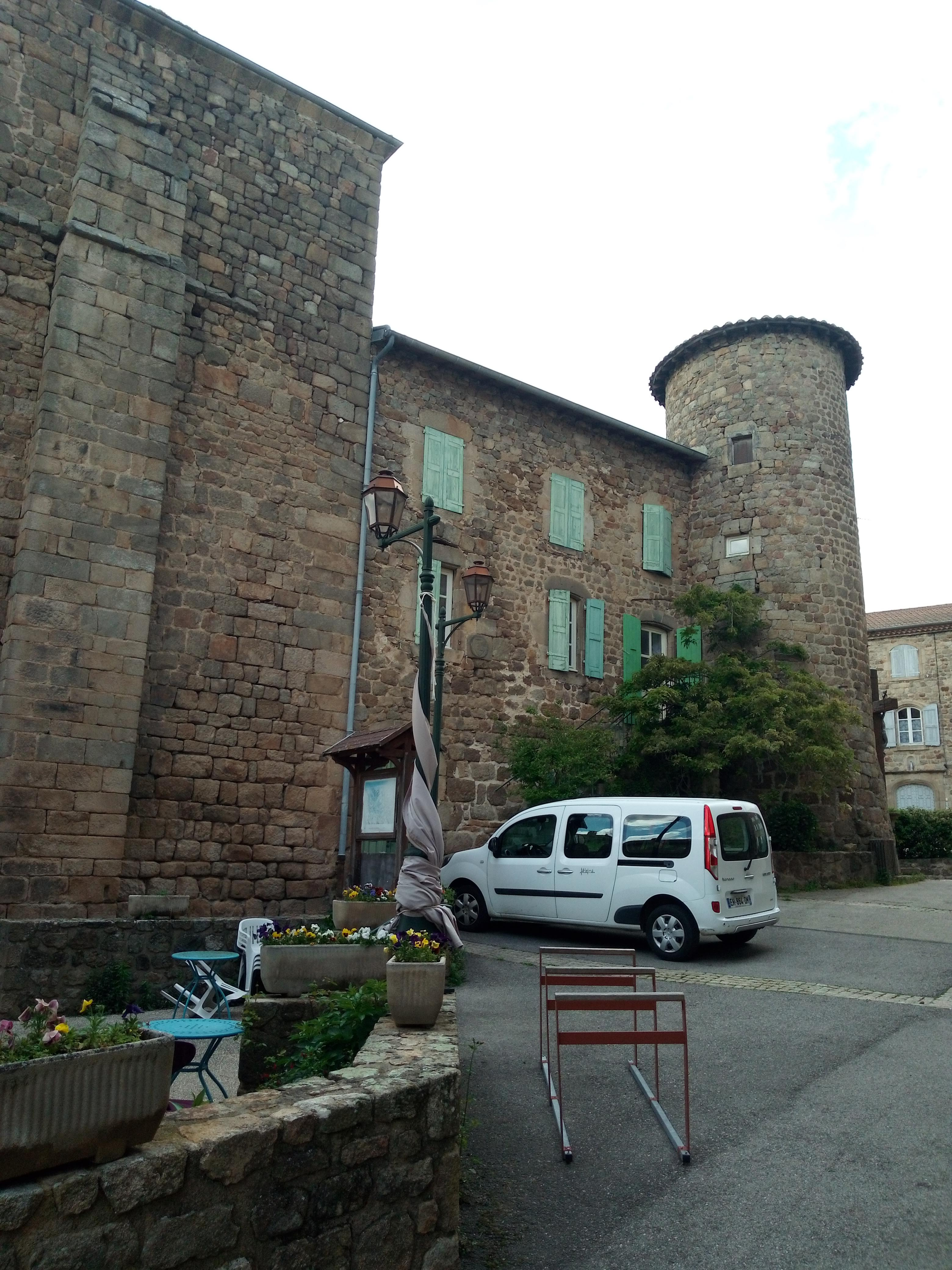
Château d'Arlebosc.
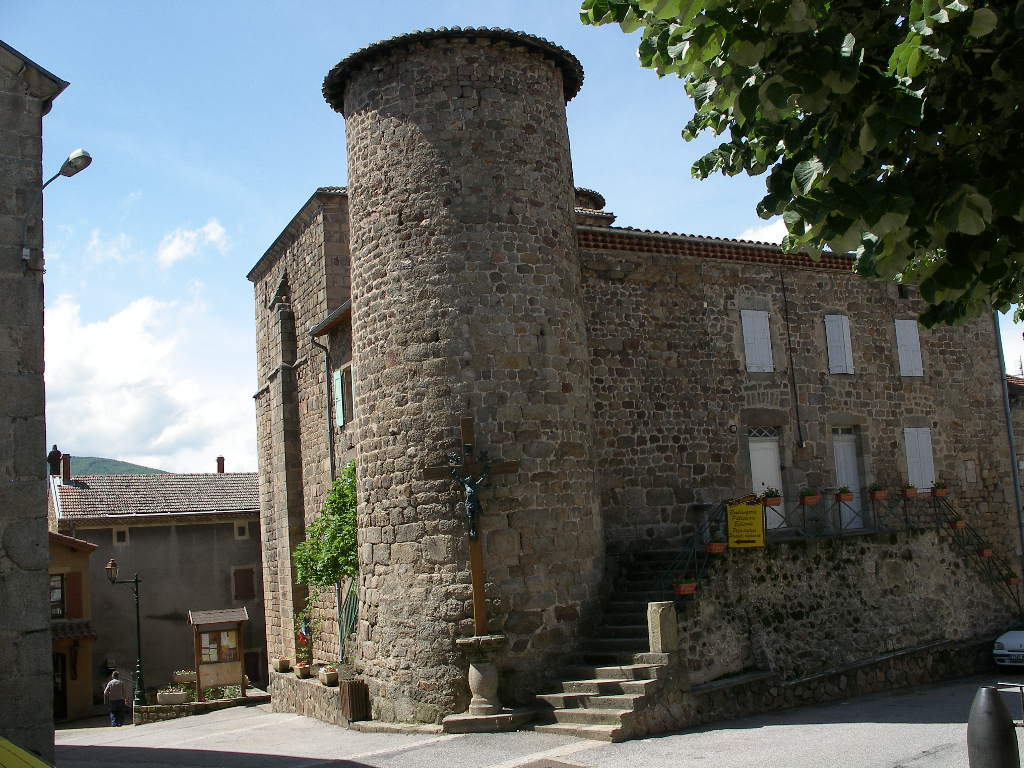
Château d'Arlebosc.